# Ступино (Наро-Фоминский район)
Ступино — деревня в Наро-Фоминском районе Московской области, входит в состав сельского поселения Волчёнковское. 
На 2010 год, по данным Всероссийской переписи 2010 года, постоянного населения не зафиксировано, в деревне числятся 4 садовых товарищества. До 2006 года Ступино входило в состав Назарьевского сельского округа.

## География
Деревня расположена в юго-западной части района, у истоков безымянного правого притока реки Пушинка (левый приток реки Исьма), примерно в 12 км к юго-востоку от города Верея, недалеко от границы с Калужской областью, высота центра над уровнем моря 196 м. Ближайший населённый пункт — Блознево в 1 км на север.

## Население
| 2002 | 2006 | 2010 |
| ---- | ---- | ---- |
| 3    | ↘1   | ↘0   |